# Ало (Арјеж)
Ало (фр. Alos) насеље је и општина у јужној Француској у региону Миди Пирене, у департману Арјеж која припада префектури Сен Жирон.
По подацима из 2011. године у општини је живело 132 становника, а густина насељености је износила 5,44 становника/km². Општина се простире на површини од 24,26 km². Налази се на средњој надморској висини од 650 метара (максималној 1.874 m, а минималној 553 m).

## Демографија
| 1962. | 1968. | 1975. | 1982. | 1990. | 1999. | 2011. |
| ----- | ----- | ----- | ----- | ----- | ----- | ----- |
| 215   | 260   | 212   | 173   | 136   | 131   | 132   |

График промене броја становника у току последњих година